# カイ・ニエミネン
カイ・ニエミネン（Kai Nieminen、1950年5月11日 - ）は、フィンランドの詩人、翻訳家。

## 人物
1950年、詩人で中国文学翻訳家のペルッティ・ニエミネンとネッリ・ニエミネンの長男として、ヘルシンキに生まれる。ヘルシンキ大学で音楽学を学ぶ一方、独学で日本語と日本文学を学ぶ。1971年、詩集『川は我が思いを運び行く』でデビュー。日本文学に造詣が深く、古典文学から20世紀の近代日本文学の作家まで数多くの翻訳を手がけた。その翻訳対象は、『徒然草』、『源氏物語』、『おくのほそ道』、一休や良寛の和歌・漢詩、種田山頭火の自由律俳句、能の謡曲本、谷崎潤一郎、太宰治、川端康成、三島由紀夫、吉本ばななまで幅広い。詩風として、ユーモアと田園生活を尊ぶ姿勢、東洋文化への関心が挙げられる。
1978年・1982年・1991年の三度にわたって、彼の翻訳業績に対してフィンランド政府翻訳家賞が授与され、1986年・1990年には彼の詩集に対してフィンランド政府文学賞が贈られた。1997年に国際交流基金特別賞を受賞。1999年、彼の文学活動に対してエイノ・レイノ賞（Eino Leino Prize）が授与され、2003年には優れたな純文学翻訳作品を称えて贈られるミカエル・アグリコラ賞（Mikael Agricola Prize）が授与された。